# フェラーリ・SF15-T
フェラーリ SF15-T (Ferrari SF15-T) は、スクーデリア・フェラーリが2015年のF1世界選手権参戦用に開発したフォーミュラ1カーである。

## 概要
前年型との最大の違いはパワーユニットにあり、空力を優先した構造を一新し、パワーと信頼性を重視した物となった。内燃機関の点火システムにドイツのマーレ社が供給するジェットイグニッション（Turbulent Jet Ignition）を採用。副燃焼室（サブチャンバー）で点火した燃料を「種火」としてシリンダー内に放射し、シリンダー内の燃焼効率を高めることで、非常に薄い混合気をリーンバーンして、パワーと燃費を改善した。
この年のレギュレーション変更により、マシンのデザインは「ショートノーズ派」と「ロングノーズ派」に二分されたが、フェラーリの選択は「ロングノーズ」だった。前年同様に前後ともサスペンションはプルロッドが採用されている。
最終的には3勝を記録し、表彰台獲得数も大幅に増加。特に3勝目のシンガポールGPでは、フェラーリとしては2012年以来のポール・トゥ・ウィンを成し遂げた。時のチーム代表のマウリツィオ・アリバベーネは「新体制の効果」だとしたが、前年までフェラーリに在籍し、チーフデザイナーだったニコラス・トンバジスは「今季のフェラーリF1カー (SF15-T) は自分の作品だ」と主張し、暗にフェラーリ首脳を批判した。アリバベーネによるとニコラス・トンバジスら旧技術陣の離脱が決まった後にチーフデザイナーのシモーネ・レスタとロリー・バーンにドライバーのキミ・ライコネンに合った重量バランスがフロント寄りのマシンへの改良を指示し、それを開幕までに達成できた事が躍進につながったと述べている。

## 2015年シーズン
開幕前のヘレステストではさっそく新パワーユニットの効果が表れ、シーズンへの期待が高まった、チーム代表のアリバベーネは「2勝が目標」と語っていた。開幕戦では信頼性を重視した仕様のパワーユニットだったが、ベッテルが3位表彰台を獲得。第2戦マレーシアGPではベッテルが移籍後初勝利を飾った。
シーズン前半はベッテルが表彰台の常連となり、第10戦ハンガリーGPで2勝目をあげた。続くベルギーGPはフェラーリにとって900戦目の記念すべきレースだったが決勝ではレース終盤3位走行中のベッテル車のタイヤがバースト、リタイヤするが12位完走扱い。第13戦シンガポールGPではメルセデス勢以外での唯一のポールポジションを獲得し、レースでも3勝目を飾った。
一方で、ライコネンは予選においてトラブルやペナルティーで後れを取ることがあり、第2戦マレーシアGPではコンディションを読み間違い予選11位、第8戦オーストリアGPではチームとのコミュニケーションのミスで予選14位、ベルギーGPではトラブルで予選16位と浮き沈みが激しかった。それでも、完走したレースは全て入賞圏内であり、前年より成績は向上した。
最終的には第15戦ロシアGPでライコネンが8位に終わった結果、メルセデスAMGチームのコンストラクターズタイトル獲得が確定。すると流れが悪くなり、第16戦アメリカGPでは2台ともエンジン交換ペナルティーによりベッテルは13位、ライコネンは18位からのスタート（決勝はベッテル3位表彰台、ライコネンリタイア）。第17戦メキシコGPではライコネンがギヤボックス交換により18位スタート (タイムは15位)ながらもベッテルが3位に食い込んだが、2台ともリタイヤと失速した。それでも、残り2戦はメルセデス勢の後ろでゴールするなど、最後に気を吐いた。総じてみれば、ベッテルが常に表彰台圏内を争ったのに対し、ライコネンは予選の失敗を決勝で取り戻した場面もあったが、ミスが目立ち精彩を欠いたシーズンとなった。

## スペック

### シャーシ
- シャーシ名：SF15-T
- シャーシ構造：カーボンファイバー/ハニカムコンポジット構造
- ギアボックス：フェラーリ製 縦置き セミオートマチック・シーケンシャル電子制御（クイックシフト） 8速＋リバース1速
- ブレーキキャリパー：ブレンボ
- ブレーキディスク・パッド：ブレンボ ベンチレーテッド式カーボンファイバーディスクブレーキ
- サスペンション：前後独立懸架 プルロッド式トーションスプリング
- ホイール：O・Z 13インチ
- 重量：702kg（冷却水・潤滑油・ドライバーを含む）
- タイヤ：ピレリ P-Zero

### エンジン
- エンジン名：フェラーリ 059/4
- 気筒数・角度：V型6気筒・90度
- 排気量：1,600cc
- 最高回転数：15,000rpm（レギュレーションで規定）
- シリンダーブロック：砂型鋳造アルミニウム製
- ターボ：シングル
- バルブ数：24
- バルブ駆動：圧搾空気式
- ピストンボア：80mm
- ピストンストローク：53mm
- 燃料：シェル V-Power
- 潤滑油：シェル Helix Ultra

### ERS システム
- バッテリー出力：4MJ（1周あたり）
- MGU-K 出力：120kW
- MGU-K 最高回転数：50,000 rpm
- MGU-H 最高回転数：125,000 rpm

## 記録
| 年   | No. | ドライバー | 1   | 2   | 3   | 4   | 5   | 6   | 7   | 8   | 9   | 10  | 11  | 12  | 13  | 14  | 15  | 16  | 17  | 18  | 19  | ポイント | ランキング |
| 年   | No. | ドライバー | AUS | MAL | CHN | BHR | ESP | MON | CAN | AUT | GBR | HUN | BEL | ITA | SIN | JPN | RUS | USA | MEX | BRA | ABU | ポイント | ランキング |
| ---- | --- | ---------- | --- | --- | --- | --- | --- | --- | --- | --- | --- | --- | --- | --- | --- | --- | --- | --- | --- | --- | --- | -------- | ---------- |
| 2015 | 5   | ベッテル   | 3   | 1   | 3   | 5   | 3   | 2   | 5   | 4   | 3   | 1   | 12† | 2   | 1   | 3   | 2   | 3   | Ret | 3   | 4   | 428      | 2          |
| 2015 | 7   | ライコネン | Ret | 4   | 4   | 2   | 5   | 6   | 4   | Ret | 8   | Ret | 7   | 5   | 3   | 4   | 8   | Ret | Ret | 4   | 3   | 428      | 2          |

- 太字はポールポジション、斜字はファステストラップ、DSQは失格、†はゴールできずも完走扱い